# Diana Salazar Méndez
Diana Salazar Méndez (Ibarra, 5 de junho de 1981) é uma jurista e advogada equatoriana, que atualmente exerce o cargo de Procuradora-Geral do Estado.

## Trabalho no Ministério Público
Iniciou sua carreira como amanuense em 2001. Em 2006, passou a ocupar o cargo de secretária, posteriormente ascendeu a promotora em 2011. Em 2016, assumiu o caso FIFA Gate no Equador e processou Luis Chiriboga Acosta sob a acusação de lavagem de dinheiro. Durante seu trabalho como promotora, em 2017, encontrou dez evidencias para processar o então vice-presidente Jorge Glas, o que fez com que seu nome fosse replicado em diversos meios de comunicação de âmbito nacional. Em 19 de fevereiro de 2018, foi nomeada pelo presidente do Equador, Lenín Moreno, como diretora da Unidade de Análise Financeira e Econômica, unidade vinculada ao Ministério de Economia e Finanças.
Em 2019, foi nomeada Procuradora-Geral do Estado, após a análise do concurso de mérito e oposição convocado pelo Conselho de Participação Cidadã e Controle Social Transitório, no qual obteve a pontuação de 88,17 pontos: 49 no mérito, 10 na prova escrita e 28.17 na audiência oral. A esta avaliação foi acrescido um ponto para ação afirmativa por ser afrodescendente. Obtendo a pontuação mais alta para ocupar o referido cargo, tornando-se a primeira afro-equatoriana a exercer tal função.
Atualmente também faz parte do Tribunal Permanente de Arbitragem de Haia, desde janeiro de 2020, cargo que exerce sem prejuízo das funções de procuradora-geral.